# Le Laboratoire aux serpents
Le Laboratoire aux serpents (The Reptile Room, Le Laboratoire aux reptiles au Québec) est le deuxième tome de la série Les Désastreuses Aventures des orphelins Baudelaire par Lemony Snicket

## Résumé
À la suite de leur épouvantable séjour chez l'ignoble comte Olaf, Violette, Klaus et Prunille s'installent chez leur oncle Montgomery Montgomery, alias oncle Monty, un homme enthousiaste et accueillant, spécialiste des serpents. II travaille dans un grand laboratoire plein de serpents en cage et est doté d'une bibliothèque parlant uniquement de l'herpétologie. Monty a découvert et nommé la Mortellement Néfaste Vipère. Il s'agit d'un inoffensif serpent dont Monty a inventé le nom par plaisanterie, et qui se prend instantanément d'amitié pour Prunille. Monty, qui doit partir au Pérou à un congrès d'herpétologie pour y présenter sa découverte, propose aux enfants de l'accompagner. Ils acceptent avec joie.
Quand Stephano, le nouvel assistant de Monty, arrive, les orphelins reconnaissent avec horreur le comte Olaf. Les enfants tentent, sans succès, de convaincre Monty de la dangerosité de ce personnage. Finalement, Monty commence à avoir des soupçons, bien qu'il le prenne par erreur pour un espion de la société d'herpétologie. Il décide de se passer de lui pour le voyage au Pérou.
Or, le lendemain matin, Monty est trouvé mort, soi-disant victime de l'un des serpents les plus venimeux de la Terre, le Mamba du mal. Les orphelins, soupçonnant un mauvais coup d'Olaf, étudient les livres de la bibliothèque et découvrent que le Mamba du mal étrangle ses victimes tout en les mordant ; or, le corps d'oncle Monty ne porte aucune trace de strangulation ! La culpabilité d'Olaf ne fait plus aucun doute.
Alors que les enfants sont forcés par Olaf de partir au Pérou avec lui, ils ont un accident de voiture avec nul autre que M. Poe. Celui-ci n'en revient pas de la mort de Monty, mais refuse de croire que Stephano et Olaf ne font qu'un ainsi que la thèse du meurtre de Monty.
Le médecin, chargé de l'autopsie, relève des traces de venin du Mamba du mal dans le sang de Monty ; Stephano, interrogé, affirme ne rien connaître aux serpents. Les trois orphelins tendent un piège au comte : pendant que Violette fouille sa valise, certaine d'y trouver des preuves, la petite Prunille ouvre discrètement la cage de la Mortellement Néfaste Vipère et se met à crier pour faire diversion.
Tout le monde accourt aussitôt. M. Poe s'affole, le médecin reste de marbre, Stephano garde son calme et... se trahit lui-même en faisant un cours d'herpétologie dans lequel il démontre le caractère inoffensif de la vipère ! Quant à Violette, elle a trouvé dans la valise du comte la seringue et le flacon de venin qui lui ont permis d'accomplir son crime. Démasqué, Olaf avoue son crime. Malheureusement, le médecin se révèle être en fait l'homme aux crochets, un des complices d'Olaf, et les deux criminels prennent la fuite, Olaf jurant aux orphelins qu'il n'en restera pas là.
Les serpents du laboratoire sont transportés ailleurs. Avant d'être envoyés dans un nouveau foyer, les orphelins font des adieux émouvants à leur amie la Mortellement Néfaste Vipère...

## Adaptations
En 2004, le roman est adapté au cinéma dans le long-métrage Les Désastreuses Aventures des Orphelins Baudelaire de Brad Silberling, aux côtés du premier et du troisième tomes. 
En 2017, la série télévisée Les Désastreuses Aventures des Orphelins Baudelaire adapte également le roman dans le troisième et quatrième épisodes de la première saison.